# Cala del Bol Roig
La cala del Bol Roig és una platja del municipi de l'Escala (Alt Empordà) situada darrera del Port, al paratge de les Planasses, que forma part de l'espai del Parc Natural del Montgrí, les Illes Medes i el Baix Ter. Té una longitud de 250 metres i 10 metres d'amplada, formada per còdols grans. S'hi arriba a peu pel camí de ronda GR-92.